# ورقة لاطئة
الورقة اللاطئة في علم النبات هي ورقة محمولة على الغصن مباشرة بدلاً من أن تكون محمولة على سويقة كحالة معظم الأوراق. من أمثلتها أوراق نباتات رتبة الزنبقيات ومعظم نباتات أحاديات الفلقة.

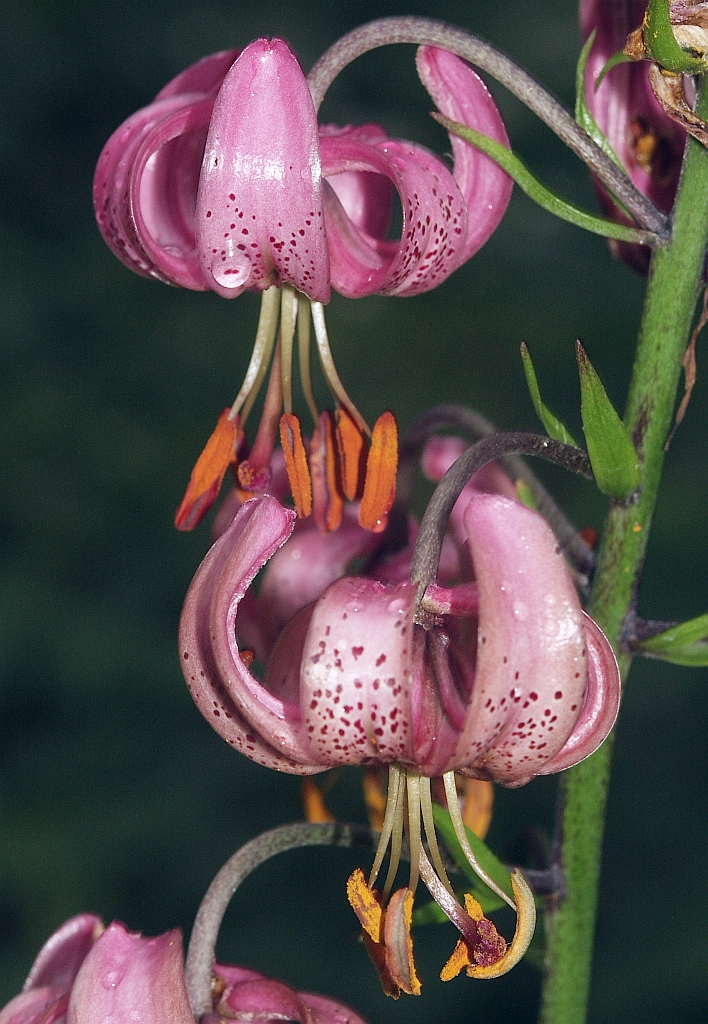
أوراق الزنبق لاطئة